# Taos Pueblo
Taos Pueblo (eller Pueblo de Taos) er en tusinde år gammel pueblo (landsby) tilhørende pueblo-indianerne. Puebloen ligger 1,6 kilometer nord for den moderne by Taos i den amerikanske delstat New Mexico. Taos Pueblos mest fremtrædende arkitektoniske kendetegn er et fleretagers boligkompleks af soltørrende mursten, delt i to af floden Rio Pueblo, formentlig bygget mellem år 1000 og 1450. Ved Taos Pueblo ligger et indianerreservat på 384 km². I alt bor der 1.900 mennesker i området, heraf 150 i selve Taos Pueblo. Den 9. oktober 1960 blev Taos Pueblo gjort til et National Historic Landmark (nationelt historisk vartegn) og i 1992 blev den optaget på UNESCOs Verdensarvsliste.
På taossproget er Taos' navn t?^otho, der bogstavligt betyder "i landsbyen".  Navnet på puebloen selv er ?alopháymup.?h?´oth?`olbo "ved åbningen til det røde piltræs kløft" eller på kort form ?alopháybo "ved de røde piletræer".  Taos Pueblo er medlem af sammenslutningen Eight Northern Pueblos.

## Forhistorie og historie
Arkæologer mener at taosindianerne, der sammen med andre puebloindianerne var bosat langs Rio Grande, migrerede dertil fra det område, der i dag kaldes Four Corners.  I Four Corners-området lå den forhistoriske pueblokultur, og en lang tørkeperiode i slutningen af 1200-tallet kan have fået dem til at migrere til Rio Grande, hvor vandforsyningen var mere stabil.
Til Taos Pueblos historie hører planlægningen af pueblo-opstanden i 1680 og amerikanske styrkers belejring i 1847.  I 1970 gav præsident Richard Nixon det 194 km² store bjergomårde tilbage til indianerne.  Området havde præsident Theodore Roosevelt inddraget tidligt i det 20. århundrede, for at lade det indgå i Carson National Forest.  Søen Blue Lake, som er hellig for puebloindianerne, blev også givet tilbage.  Ifølge indianernes religion, kommer de fra selve søen.  Yderligere 3,2 km² syd for bjergkæden, mellem Simpson Peak og Old Mike Peak og vest for Blue Lake, blev givet tilbage til puebloen i 1996.

## Bygninger
Puebloens bygninger er det største bevarede fleretagers bygningsværk af sin art.  Murene af soltørrede mursten, der mange steder er over en halv meter tykke, var primært et forsvarsmiddel.  Så sent som år 1900, skulle man for at komme ind i rummene på de nedre etager, kravle ad udvendige stiger op på taget og ned igen ad indvendige stiger.  I tilfælde af angreb, kunne de udvendige stiger hurtigt fjernes.
Boligerne består normalt af to rum, hvoraf det ene fungerer som opholds- og soveværelse, mens det andet fungerer som køkken, spisestue og opbevaringsrum.  Alle boliger i selvstændige; der er ingen stier mellem husene.  Tidligere brugte taosindianerne næsten ingen møbler, mens de i dag har borde, stole og senge.  I puebloen er der ikke indlagt elektricitet, rindende vand eller sanitet.  Rio Pueblo-floden løber fra sit udspring i bjergkæden Sangre de Cristo Range midt gennem puebloen, og er dennes primære vandforsyning.  Om vinteren bundfryser floden ikke, hvorfor det tykke lag is øverst kan slås i stykker og give adgang til det rindende vand.
En bymur omgiver hele landsbyen, bortset fra indgangen.  Den nu ganske lave mur var tidligere meget højere, som beskyttelse mod omgivende indianerstammer.

## Religion
Tre religioner er repræsenteret i puebloen:  kristendom, den traditionelle religion og Native American Church.  De fleste af indianerne er katolikker.  Puebloens helgener er Hieronymus eller San Geronimo.